# Lonchaea andina
Lonchaea andina är en tvåvingeart som först beskrevs av Jacques-Marie-Frangile Bigot 1885.  Lonchaea andina ingår i släktet Lonchaea och familjen stjärtflugor. Inga underarter finns listade i Catalogue of Life.